# Ulleres de realitat virtual

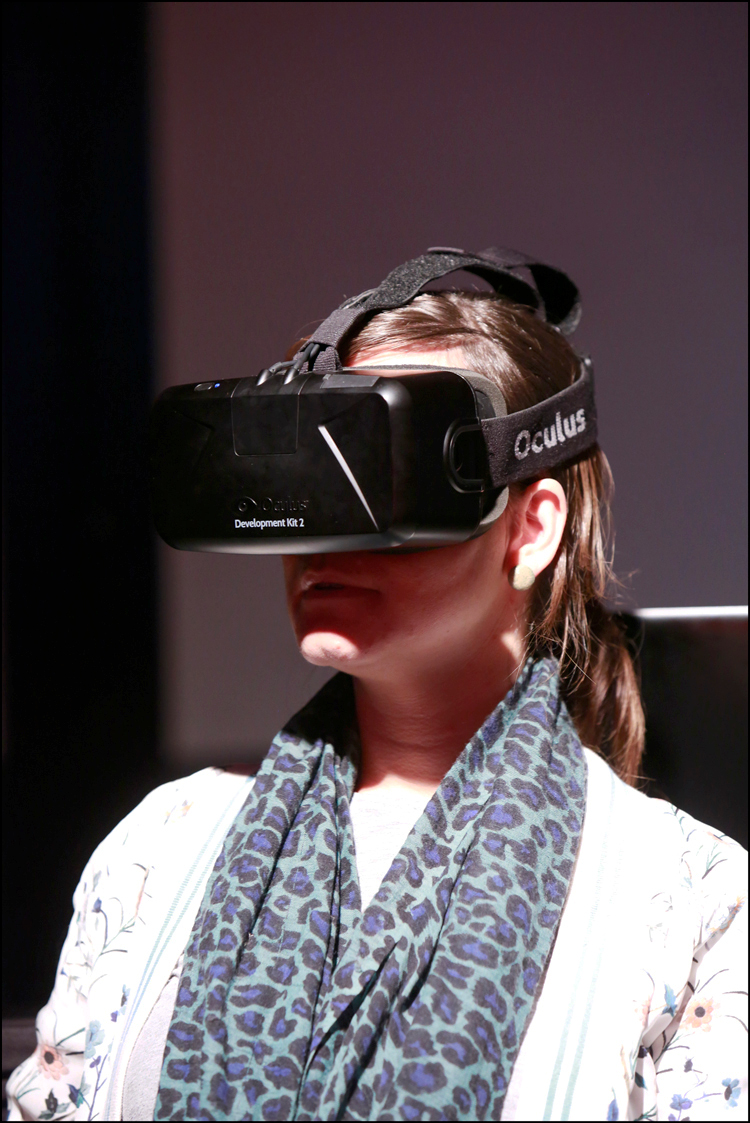
Usuària amb un visor de realitat virtual.

Unes ulleres de realitat virtual, visor o HMD (de l'anglès head-mounted display), és un dispositiu de visualització que permet reproduir imatges creades per ordinador sobre una pantalla molt propera als ulls o projectant la imatge directament sobre la retina dels ulls. En aquest segon cas les ulleres de realitat virtual reben el nom de monitor virtual de retina.
A causa de la seva proximitat amb els ulls, el casc de realitat virtual aconsegueix que les imatges visualitzades resultin molt més grans que les percebudes per pantalles normals, i permeten fins i tot englobar tot el camp de visió de l'usuari. Gràcies al fet que les ulleres es troben subjectes davant dels ulls, aquests poden seguir els moviments de l'usuari, aconseguint així que aquest se senti integrat en els ambients creats per ordinador.

## Tipus

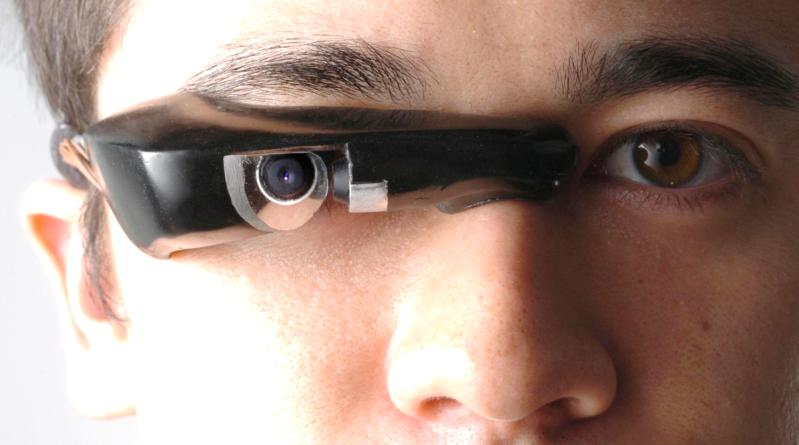
HMD monocular.

Segons reprodueixin les imatges sobre un ull o sobre els dos, els HMD poden ser:
- Monocular: les imatges només es reprodueixen sobre l'ull. Tècnicament és un HMD, però no és per realitat virtual. És el cas de les Google Glass.
- Binocular: les imatges es reprodueixen sobre els dos ulls, obtenint així una imatge estereoscòpica.

- Ulleres de realitat virtual: ocupen el camp de visió de l'usuari de manera que no té percepció de l'entorn que l'envolta, permetent així la completa immersió d'aquest en una realitat virtual, ja que només percep les imatges creades per ordinador i reproduïdes sobre la pantalla.

- Ulleres de realitat augmentada o realitat mixta: coneguts també com a HMD òptic (o OHMD) permeten a l'usuari veure tot l'entorn que l'envolta i introdueixen en aquests objectes virtuals o informació, produint així el que es coneix com a realitat augmentada o realitat mixta. Dins d'aquesta categoria s'inclouen les ulleres intel·ligents, el principal ús de les quals és mostrar informació disponible per als usuaris de telèfons intel·ligents sense utilitzar les mans.

Finalment, segons la seva operativitat, es poden distingir:
- Ulleres de realitat virtual mòbil: realment són carcasses, que no tenen pantalla pròpia ni processador sinó que estan preparades per albergar un telèfon mòbil, en el qual es reproduiran les imatges. Exemples: Gear VR de Samsung, Cardboard de Google, i moltes altres de diferents fabricadores.
- Ulleres de realitat virtual sense processador: inclouen pantalla pròpia i sensors però es connecten a un aparell extern (típicament un ordinador personal) per rebre les imatges. Exemples: Oculus Rift, PlayStation VR, HTC Viu...
- Ulleres de realitat virtual autònomes: són les que inclouen tots els components necessaris, com la carcassa, pantalla, sensors i processador. Exemple: Microsoft Hololens i unes altres en desenvolupament com les Project Alloy d'Intel, les Daydream Standalone de Qualcomm i Google, o les Exynos VR de Samsung.

## Classes (categories)
Conegudes també com a HMD (de l'anglès head-mounted display), s'hi distingeixen fonamentalment dues categories: les que porten pantalla incorporada i les que són essencialment una carcassa destinada a fer que l'usuari hi introdueixi un telèfon intel·ligent.
Pel que fa al visualitzador (display), solia utilitzar-se tecnologia LCD, encara que comencen a aparèixer alguns com el Razer OSVR HDK 2, el mateix PlayStation VR, o el nou Oculus amb pantalles OLED. Mentre que alguns HMD fan servir dos displays LCD (un per a cada ull), altres opten per un únic display amb una divisió en el centre. Alguns tenen unes lents col·locades entre els ulls i la pantalla, i poden ajustar la distància als ulls. Les lents modifiquen la imatge per a cada ull, canviant l'angle de la imatge 2D de cada display per crear un efecte 3D, simulant les diferències amb què es veuen les coses amb un ull respecte a l'altre.
Un altre aspecte important dels HMD és el camp de visió. Els éssers humans tenim un camp de visió horitzontal d'uns 180° a 220°, de vegades més, encara que varia de persona a persona. Aquesta visió és monocular, és a dir, només és percebuda per un dels dos ulls. El camp de visió percebut pels dos ulls (i que per tant es veu en 3D) és d'uns 114°. Per aquest motiu, un camp de visió de 360° seriosa innecessari. La majoria dels HMD funcionen amb un camp de visió d'entre 110° i 120°.
Finalment, cal destacar dos punts: els fotogrames per segon (FPS) i la latència. És imprescindible un mínim de 60 FPS perquè l'ull percebi les imatges de manera natural i no provoqui mareig. Tots els HMD importants superen aquest mínim. L'altre punt és la latència, que ha de ser inferior a 20 ms perquè l'usuari no experimenti una sensació de retard entre el que fa i el que veu.

## Característiques
Existeixen diversos conceptes clau a la tecnologia que empren les ulleres de realitat virtual. Entre ells podem destacar:
- Resolució de pantalla: és un paràmetre molt important perquè en depèn majorment la definició de la imatge percebuda per l'usuari del HMD. Una resolució típica avui dia (principis de 2016) són els 1080x1200 píxels per a cada ull de l'Oculus Rift i del HTC Viu.

- Camp de visió (en anglès field of view, FoV): és l'amplitud del camp visual de l'usuari que és ocupada per la imatge virtual. Com més gran sigui, millor serà la sensació d'immersió. L'Oculus Rift DK2 per exemple ofereix un camp de visió de 100°.

- Latència de seguiment (head tracking latency): és el temps que transcorre entre moment en què l'usuari mou el seu cap i aquell en el qual la imatge mostrada es reajusta a aquest moviment. Els fabricants intenten reduir-la al mínim perquè una excessiva latència pot produir marejos en els usuaris, a més d'un menor realisme. PlaySation VR registra a una latència de 18 ms.

- Refresc de pantalla (refresh rate): el nombre d'imatges mostrades per segon. A partir de 60 Hz es considera una bona ràtio. Així per exemple, el visor HTC Viu Pre i l'Oculus Rift CV1 funcionen a 90 Hz, mentre el PlayStation VR aconsegueix els 120 Hz.

- Seguiment d'orientació (head tracking o rotational tracking): mitjançant sensors interns (giroscopi, acceleròmetre, magnetòmetre) el HMD detecta cap a on està orientada el cap de l'usuari.

- Seguiment de posició (positional tracking): també conegut com a posicionament absolut, s'aconsegueix mitjançant un sensor, normalment extern a les mateixes ulleres, que detecta on està situada exactament el cap de l'usuari i qualsevol canvi que es produeixi en aquesta posició. És una característica que només incorporen els HMD més avançats.

- Seguiment ocular (eye tracking): mitjançant uns sensors infraroigs dins del casc es capten els moviments de l'ull. Això permet coses com replicar els moviments dels teus ulls en el teu avatar virtual, o provocar reaccions d'altres personatges segons la manera en la qual els mires. Pioner d'aquesta funcionalitat és el model FOVE VR.

- Visió estereoscòpica: característica present en gairebé tots els aparells de realitat virtual, que mostrant una imatge lleugerament diferent a cada ull permet visualitzar l'entorn en tres dimensions.

- Efecte reixeta (screen-door effect): és un efecte visual que succeeix en pantalles quan les línies que separen els píxels de la mateixa es tornen visibles en la imatge projectada. El resultat és similar al de mirar a través d'una tela tipus mosquitera. És un efecte freqüent en visors de realitat virtual no suficientment avançats.

## Història
Els antecedents més primitius de la realitat virtual els trobem ja al segle xix amb les Panoramic Painting o panorames, unes obres d'art masives que endinsen a l'espectador en un tema en particular. Però ràpidament, al 1824, aparegué la fotografia de la mà de Nicéphore Niépce y Daguerre. Anys després, al 1850 sorgí la primera càmera estereoscòpica, la qual permetia fer fotografies que, vistes a través d'un visor especial donaven efecte de profunditat, un antecedent del 3D amb què avui dia compten les ulleres de realitat virtual.
Però realment no podem parlar d'una experiència immersiva fins al 1929. Aquell any aparegué el Link Trainer, una "caixa mòvil" que funcionava com a simulador de vols per a entrenar als soldats nord-americans. L'interès per aquesta mena de projectes seguia latent, i als anys cinquanta Morton Heiling inventà el Sensorama, mitjançant el qual l'espectador podia visualitzar cinc petites pel·lícules mentre s'estimulaven la resta de sentits. Més tard, al 1963 Hugo Gernsbasc creava The Teleyeglasses, les primeres "ulleres de realitat virtual" de les que podem parlar, per molt primitives que fossin. Aquestes permetien veure la televisió però en una realitat augmentada, la quan encara no era capaç de moure's segons els moviments del cap del portador. Tot i així aquest dispositiu mai va arribar al mercat.
Però l'inici del camí que portem en l'actualitat el va fer Ivan Suttherland al 1968, un peculiar sistema en el qual un casc sostès del sostre aguantava dos pantalles de tub catòdic. El braç seguía el moviment del cap, però aquest estava limitat i les imatges no tenien moviment. Més endavant, amb l'arribada dels videojocs, Nintendo treia al mercat al 1995 la consola Virtual Boy, un dispositiu de realitat augmentada semblant als actuals, però encara era molt primitiu i l'efecte era monocromàtic, pel que no va tenir èxit.
Malgrat tot, les tecnologies de realitat virtual amb les que comptem avui dia començaren amb Palmer Luckey, un jove emprenedor que va inventar Oculus, un dispositiu immersiu que atorga una experiència 3D en 360°. El prototip fou comprat per Facebook per dos-mil milions de dòlars. A partir d'aquí moltes empreses de tecnologia comencen a prendre interès pels dispositius immersius, cosa que ens porta a l'actualitat.